# Waldemar Merk
Waldemar Merk (Varsovia, 13 de junio de 1959) es un deportista polaco que compitió en piragüismo en la modalidad de aguas tranquilas. Ganó dos medallas en el Campeonato Mundial de Piragüismo de 1981.
Participó en los Juegos Olímpicos de Moscú 1980, donde fue séptimo en la prueba de K2 500 m, y eliminado en las semifinales de la prueba de K2 1000 m.

## Palmarés internacional
| Campeonato Mundial | Campeonato Mundial       | Campeonato Mundial | Campeonato Mundial |
| Año                | Lugar                    | Medalla            | Evento             |
| ------------------ | ------------------------ | ------------------ | ------------------ |
| 1981               | Nottingham (Reino Unido) | Medalla de plata   | K2 500 m           |
| 1981               | Nottingham (Reino Unido) | Medalla de bronce  | K2 1000 m          |